# Pospolite ruszenie
Pospolite ruszenie (łac. expeditio generalis) – powoływanie pod broń całej męskiej ludności państwa lub tylko pewnej części mieszkańców uprawnionej i zobowiązanej do tego rodzaju służby. Mobilizacja pospolitego ruszenia była powszechnym sposobem prowadzenia wojny w średniowiecznej Europie i innych rejonach świata przed wprowadzeniem armii zawodowych – zaciężnych lub z poboru. Członkowie pospolitego ruszenia zobowiązani byli sami dbać o swoje wyposażenie i uzbrojenie – regulowały to osobne przepisy.

## Pospolite ruszenie w Turcji
Pospolite ruszenie lenników tworzyli feudałowie, którzy w zamian za użytkowanie lenn nadanych przez sułtana zobowiązani byli do służby wojskowej. Konnica pospolitego ruszenia (topraki) zorganizowana była na zasadach terytorialnych. W jej skład wchodziły oddziały 21 prowincji zwanych wilajetami i 250 sandżaków.
Liczebność tureckiego pospolitego ruszenia była początkowo bardzo wysoka – w połowie XVI wieku dochodziła do 200 000 żołnierzy. Z czasem, gdy system lenny podlegał rozkładowi, siła liczebna pospolitego ruszenia malała. Pod koniec XVII wieku w całym Imperium Osmańskim było 3192 zaimów i 50 160 timariotów obowiązanych do wystawiania 126 292 żołnierzy. Na wyprawy wojenne brano nie więcej jak połowę tych wojsk. Wartość bojowa tureckiego pospolitego ruszenia była mała.

## Pospolite ruszenie w Polsce

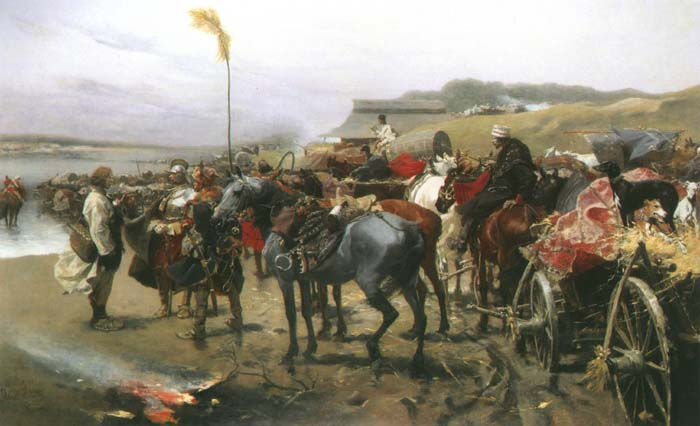
Józef Brandt, Pospolite ruszenie u brodu, 1880

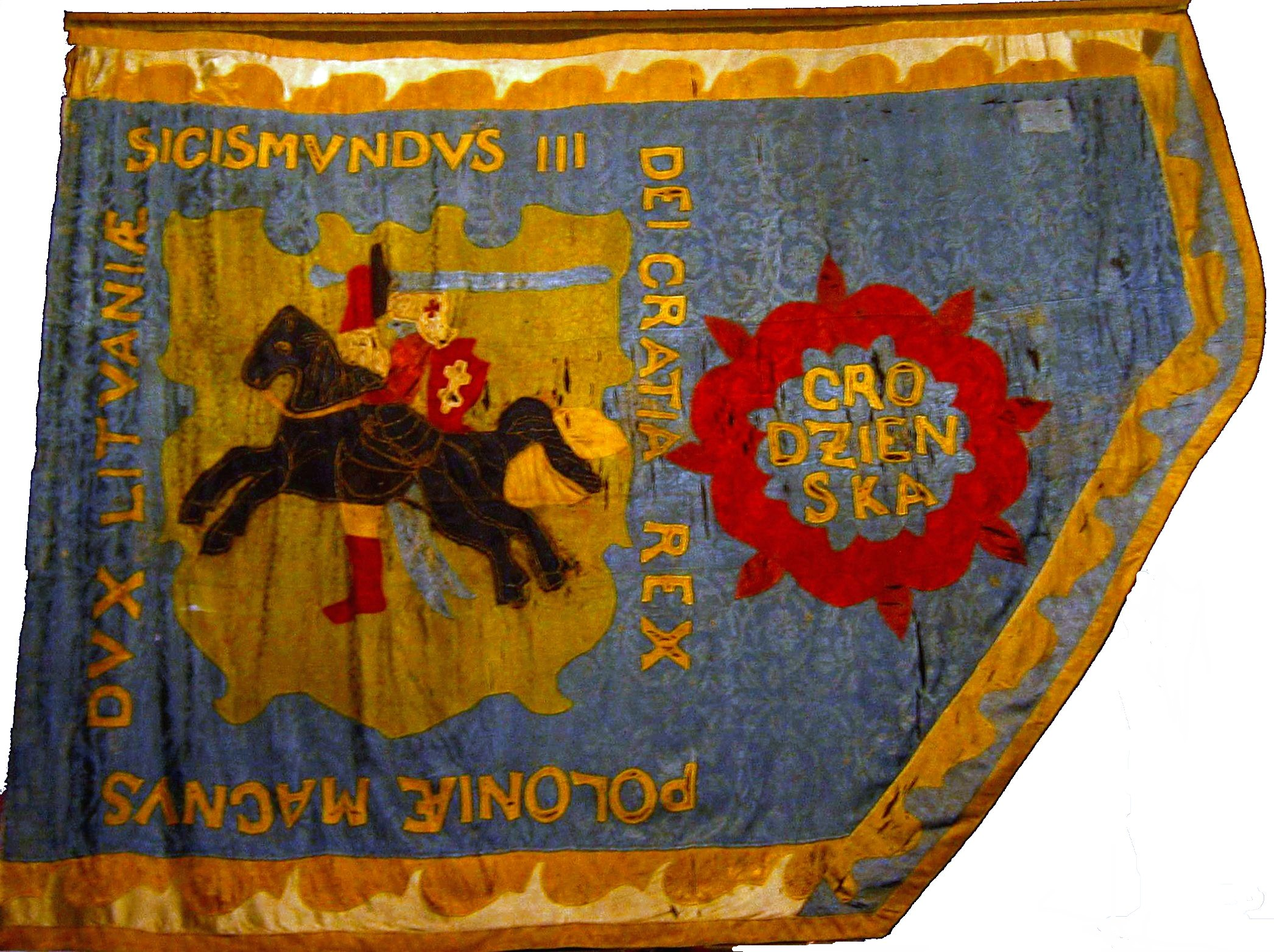
Chorągiew pospolitego ruszenia powiatu grodzieńskiego z 1619 roku

W Polsce od 1454 roku powołanie pospolitego ruszenia wymagało zgody sejmików ziemskich, a od 1493 roku sejmu walnego. W Koronie pospolite ruszenie podlegało rozkazom króla, w Wielkim Księstwie Litewskim hetmana.
Do pospolitego ruszenia powoływana była cała szlachta i ci z mieszczan krakowskich, wileńskich i lwowskich, którzy posiadali dobra ziemskie, także wójtowie i sołtysi z dóbr świeckich i duchownych.
Do pospolitego ruszenia w Koronie i w Wielkim Księstwie Litewskim zobowiązani byli właściciele ziemscy w zamian za posiadane dobra ziemskie, stąd więc ta służba wojenna, była zwana też służbą ziemską (Litwa). Pod koniec średniowiecza pospolite ruszenie ustąpiło w znaczeniu militarnym wojsku zaciężnemu i z podstawowych sił zbrojnych przekształciło się jedynie w formację pomocniczą, jednak ciągle ważną ideologicznie, ponieważ służba w pospolitym ruszeniu świadczyła o przynależności do stanu uprzywilejowanego, a więc uzasadniała pozycję społeczną szlachty jako „obrońców Ojczyzny” i sukcesorów tradycji rycerskiej.
W Rzeczypospolitej Obojga Narodów w czasie wolnej elekcji szlachta zbierała się w trybie pospolitego ruszenia dla wyboru władcy.
Niektóre jednostki administracyjne Rzeczypospolitej (np. województwo podlaskie i ziemia łukowska), miały zagwarantowane prawem odbywanie pospolitego ruszenia wyprawą łanową.
W Polsce siedemnastowiecznej pospolite ruszenie szlacheckie całego kraju było traktowane raczej jako ostateczny środek obrony Rzeczypospolitej, niż jako aktywna siła militarna; zwoływano je tylko kilkakrotnie, w roku 1621, 1649, 1651, w latach 1655–1657 (wzięło udział m.in. w Bitwie pod Warszawą (1656)), wreszcie – po raz ostatni – w roku 1672.
Częściej powoływano pospolite ruszenie z jakiegoś regionu – najczęściej z województw południowo-wschodnich dla ich obrony przed Tatarami.
Po odzyskaniu Smoleńska w wyniku wojny polsko-rosyjskiej 1609-1618 wprowadzono specjalny rodzaj pospolitego ruszenia dla Smoleńszczyzny, Siewierszczyzny i Czernihowszczyzny, gdzie szlachta oraz mieszczanie posiadający dobra ziemskie obowiązani byli stawiać się w twierdzach ujezdu (zachowana rosyjska jednostka administracyjna będąca częścią powiatu), w którym posiadali swe dobra. Szlachcic, który pełnił służbę w wojsku zaciężnym, zobowiązany był wystawić zastępcę. Ponieważ do obrony tych ziem przywiązywano ogromną wagę, tylko tam groziła konfiskata dóbr za niestawienie się na pospolite ruszenie (co po wojnie polsko-rosyjskiej 1632-1634 spotkało 13 obywateli). Również tylko na tych obszarach obowiązek pospolitego ruszenia obowiązywał całą szlachtę bez względu na posiadany majątek.
Pospolite ruszenie przedstawiało sobą bardzo różną wartość bojową i wyszkolenie, które zależały przede wszystkim od stopnia doświadczenia zdobytego w walkach. I tak pospolite ruszenie z obszarów gdzie często toczyły się wojny (np. pogranicze południowo-wschodnie) było wartościowe. Pospolite ruszenie z Wielkopolski, które stanęło naprzeciwko Szwedom pod Ujściem w 1655 roku, stanowiło początkowo mało wartościową masę. W toku wojny to samo pospolite ruszenie z Wielkopolski nabrało doświadczenia i potem praktycznie nie ustępowało regularnym chorągwiom komputowym.
W Polsce początkowo pospolite ruszenie wynikało z obowiązku lennego, zatem dotyczyło przede wszystkim szlachty. Byli nim również objęci mieszczanie, którzy posiadali dobra ziemskie, a z chłopów jedynie sami wójtowie i sołtysi. Dopiero w 1794 roku, podczas insurekcji kościuszkowskiej, rozszerzono to pojęcie na wszystkich mężczyzn.
W czasie powstania listopadowego Jan Olrych Szaniecki opracował projekt powołania pospolitego ruszenia, który przez rozwiązanie kwestii chłopskiej miał przyciągnąć do powstania masy chłopskie. Projekt Szanieckiego poparty przez Towarzystwo Patriotyczne został jednak odrzucony przez większość sejmową. W kilka dni później 21 czerwca 1831 roku pospolite ruszenie zostało jednak powołane decyzją gen. Skrzyneckiego, jednak niepoparte obietnicami poprawy bytu chłopów nie wzbudziło w nich zainteresowania.
W okresie II Rzeczypospolitej pospolite ruszenie stanowiło jedną z kategorii obywateli, którzy podlegali obowiązkowi służby wojskowej.